# Elena Bechke
Elena Yurievna Bechke (em russo:  Елена Юрьевна Бечке; Leningrado, RSFS da Rússia, 7 de janeiro de 1966) é uma ex-patinadora artística russa, que competiu em provas de duplas. Ela conquistou uma medalha de prata olímpica em 1992 ao lado de Denis Petrov, e uma medalha de bronze em campeonatos mundiais. Bechke competiu ao lado de Valery Kornienko até a temporada 1986-1987, a partir da temporada seguinte passou a competir com Denis Petrov.

## Principais resultados

### Com Denis Petrov
| Resultados                                            | Resultados       | Resultados        | Resultados      | Resultados        | Resultados       | Resultados    | Resultados    | Resultados    | Resultados    | Resultados    | Resultados    | Resultados    |
| Internacional                                         | Internacional    | Internacional     | Internacional   | Internacional     | Internacional    | Internacional | Internacional | Internacional | Internacional | Internacional | Internacional | Internacional |
| Evento/Temporada                                      | 1987– 1988       | 1988– 1989        | 1989– 1990      | 1990– 1991        | 1991– 1992       |               |               |               |               |               |               |               |
| ----------------------------------------------------- | ---------------- | ----------------- | --------------- | ----------------- | ---------------- | ------------- | ------------- | ------------- | ------------- | ------------- | ------------- | ------------- |
| Jogos Olímpicos                                       |                  |                   |                 |                   | Medalha de prata |               |               |               |               |               |               |               |
| Campeonato Mundial                                    |                  | Medalha de bronze |                 | 4.ª               | 4.ª              |               |               |               |               |               |               |               |
| Campeonato Europeu                                    |                  |                   |                 | Medalha de prata  | Medalha de prata |               |               |               |               |               |               |               |
| Grand Prix de Paris                                   | Medalha de ouro  |                   | Medalha de ouro |                   |                  |               |               |               |               |               |               |               |
| Jogos da Boa Vontade                                  |                  |                   |                 | Medalha de bronze |                  |               |               |               |               |               |               |               |
| Nations Cup                                           |                  |                   | Medalha de ouro |                   |                  |               |               |               |               |               |               |               |
| NHK Trophy                                            |                  | Medalha de prata  |                 |                   |                  |               |               |               |               |               |               |               |
| Prize of Moscow News                                  |                  | Medalha de prata  |                 |                   |                  |               |               |               |               |               |               |               |
| St. Ivel International                                |                  | Medalha de prata  |                 |                   |                  |               |               |               |               |               |               |               |
| Nacional                                              |                  |                   |                 |                   |                  |               |               |               |               |               |               |               |
| Campeonato Soviético                                  | 4.ª              | 4.ª               | 4.ª             | Medalha de bronze | Medalha de ouro  |               |               |               |               |               |               |               |
| Copa URSS                                             | Medalha de prata | Medalha de ouro   |                 |                   |                  |               |               |               |               |               |               |               |
|                                                       |                  |                   |                 |                   |                  |               |               |               |               |               |               |               |
| Legenda: Competição não foi disputada nesta temporada |                  |                   |                 |                   |                  |               |               |               |               |               |               |               |

### Com Valery Kornienko
| Resultados                                            | Resultados    | Resultados    | Resultados       | Resultados        | Resultados        | Resultados        | Resultados       | Resultados    | Resultados    | Resultados    | Resultados    | Resultados    |
| Internacional                                         | Internacional | Internacional | Internacional    | Internacional     | Internacional     | Internacional     | Internacional    | Internacional | Internacional | Internacional | Internacional | Internacional |
| Evento/Temporada                                      | 1980– 1981    | 1981– 1982    | 1982– 1983       | 1983– 1984        | 1984– 1985        | 1985– 1986        | 1986– 1987       |               |               |               |               |               |
| ----------------------------------------------------- | ------------- | ------------- | ---------------- | ----------------- | ----------------- | ----------------- | ---------------- | ------------- | ------------- | ------------- | ------------- | ------------- |
| Campeonato Europeu                                    |               |               |                  |                   |                   | Medalha de bronze |                  |               |               |               |               |               |
| Grand Prix St. Gervais                                |               |               |                  |                   | Medalha de ouro   |                   |                  |               |               |               |               |               |
| Nebelhorn Trophy                                      |               |               |                  |                   | Medalha de ouro   |                   |                  |               |               |               |               |               |
| Prize of Moscow News                                  |               |               |                  | Medalha de bronze | Medalha de bronze | Medalha de bronze | Medalha de prata |               |               |               |               |               |
| Skate America                                         |               |               |                  |                   |                   | Medalha de prata  |                  |               |               |               |               |               |
| Skate Canada International                            |               |               |                  |                   | Medalha de ouro   |                   |                  |               |               |               |               |               |
| Universíada                                           |               |               |                  |                   |                   |                   | Medalha de prata |               |               |               |               |               |
| Nacional                                              |               |               |                  |                   |                   |                   |                  |               |               |               |               |               |
| Campeonato Soviético                                  |               | 6.ª           |                  | Medalha de bronze |                   |                   |                  |               |               |               |               |               |
| Copa URSS                                             | 5.ª           |               | Medalha de prata | Medalha de ouro   | Medalha de prata  |                   |                  |               |               |               |               |               |
|                                                       |               |               |                  |                   |                   |                   |                  |               |               |               |               |               |
| Legenda: Competição não foi disputada nesta temporada |               |               |                  |                   |                   |                   |                  |               |               |               |               |               |